# Нойнбург-форм-Вальд
Нойнбург-форм-Вальд (нем. Neunburg vorm Wald) — город и городская община в Германии, в земле Бавария. 
Подчинён административному округу Верхний Пфальц. Входит в состав района Швандорф.  Население составляет 8067 человек (на 31 декабря 2010 года). Занимает площадь 110,16 км². Официальный код  —  09 3 76 147.
Город подразделяется на 8 городских районов.

## Население
По оценке на 31 декабря 2015 года население общины Нойнбург-форм-Вальд составляет 8233 чел. 

| Дата      | 1840 | 1871 | 1900 | 1925 | 1939 | 1950 | 1961 | 1970 | 1987 | 2011 |
| --------- | ---- | ---- | ---- | ---- | ---- | ---- | ---- | ---- | ---- | ---- |
| Население | 6174 | 6254 | 5860 | 5885 | 5900 | 7790 | 6828 | 7825 | 7215 | 7954 |

| Год       | 1960 | 1970 | 1980 | 1990 | 2000 | 2009 | 2010 | 2011 | 2012 | 2013 | 2014 | 2015 |
| --------- | ---- | ---- | ---- | ---- | ---- | ---- | ---- | ---- | ---- | ---- | ---- | ---- |
| Население | 6731 | 7781 | 7253 | 7560 | 8231 | 8045 | 8067 | 7936 | 7979 | 8014 | 8099 | 8233 |